# Deutschland ist unteilbar

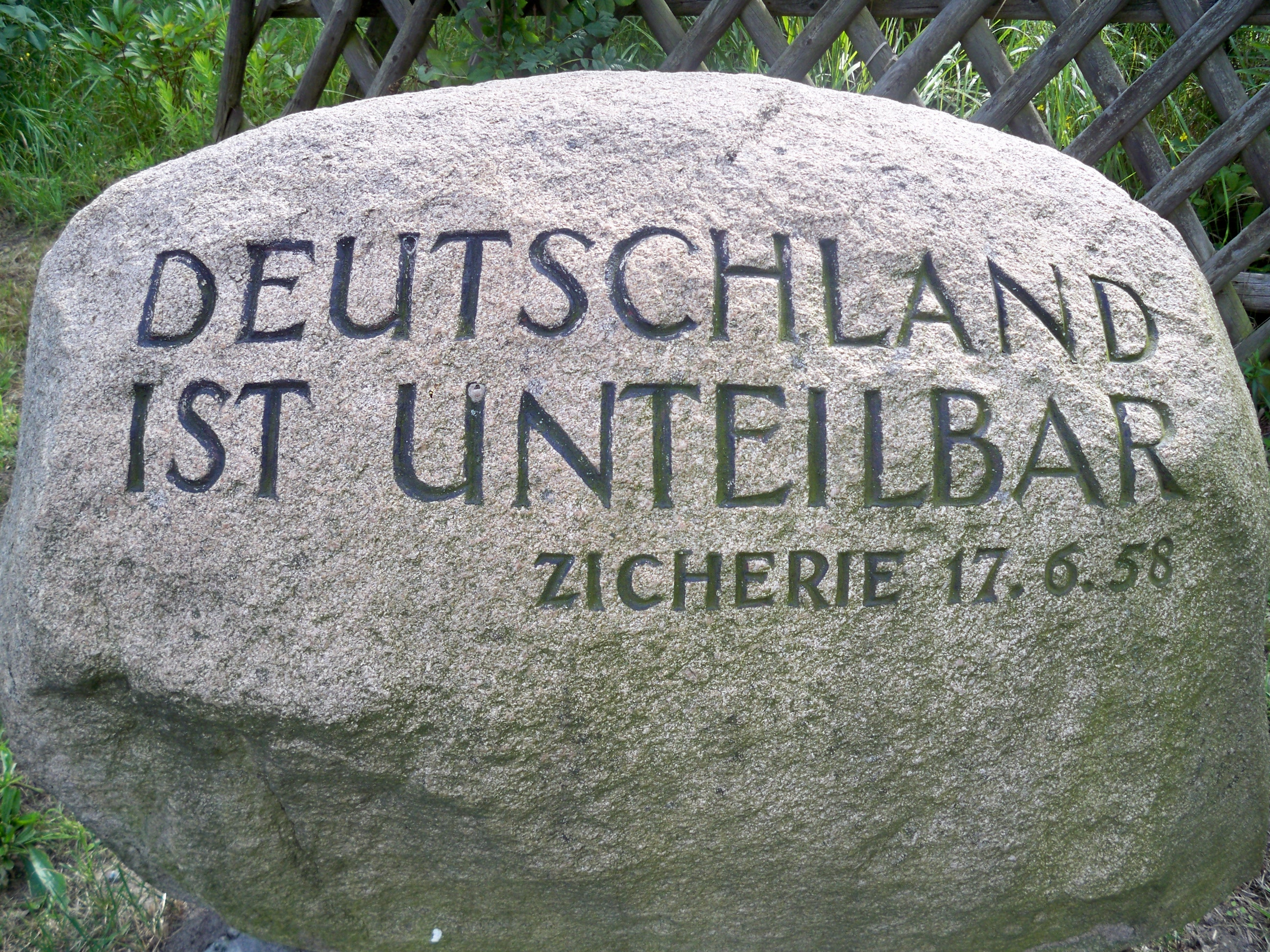
Gedenkstein an der Grenze in Zicherie

Deutschland ist unteilbar ist der Titel mehrerer Mahn- und Denkmäler, die zwischen 1949 und 1990 errichtet wurden. Hierzu zählen:
- Seit 1955 befindet sich am Deutschen Haus nahe dem Bremer Marktplatz eine Inschrift mit den mahnenden Worten von Wilhelm Kaisen: „Gedenke der Brüder, die das Schicksal unserer Trennung tragen“.
- das Mahnmal der Deutschen Einheit in Mainz (Fischertorplatz);[2]
- das von Heinz Ridder erschaffene Mahnmal „Unteilbares Deutschland“ in Recklinghausen (Lage);
- ein Gedenkstein in Zicherie;[3]
- die Städtewappenserie historischer mittel- und ostdeutscher Städte im Hafen Duisburg-Ruhrort (Leinpfad, Promenade).

Das 1954 gegründete Kuratorium Unteilbares Deutschland erinnerte mit zahlreichen Mahnmalen an die deutsche Teilung. Es ist Teil der nationalen Erinnerungskultur. 